# 1967年湯姆斯盃
1967年湯姆斯盃，是第七屆湯姆斯盃國際男子羽球團體賽，於1967年在印尼首都雅加達舉行。獲勝者是馬來西亞隊，他們贏得第四個冠軍。

## 參賽隊伍
本屆共有23支隊伍參加比賽。除上屆冠軍印尼直接進入最終的挑戰賽外，其餘分成4個地區進行資格賽。
| 泛美區 - 加拿大 - 牙买加 - 墨西哥 - 泰國 - 美国 | 亞洲區 - 錫蘭 - 印度 - 马来西亚 - 巴基斯坦 | 澳大拉西亞區 - 日本 - 印度尼西亞(免資格賽) - 新西兰 | 歐洲區 - 丹麦 - 西德 - 东德 - 英格兰 - 愛爾蘭 - 荷蘭 - 挪威 - 苏格兰 - 南非 - 瑞典 |

在資格賽階段，泛美區的美國以5-4擊敗加拿大而晉級跨地區比賽（會內賽）；亞洲區的馬來亞在決賽以8-1擊敗巴基斯坦而晉級；澳大拉西亞區的日本在決賽以9-0擊敗澳大利亞而晉級；歐洲區的丹麥在決賽以8-1擊敗南非而晉級。

## 跨地區比賽（會內賽）

### 第一輪
| 马来西亚 | 7–2 | 丹麦 |
| 日本     | 7–2 | 美国 |

### 第二輪
| 马来西亚 | 6–3 | 日本 |

## 挑戰賽
在湯姆斯盃歷史上，1967年的挑戰賽是最不尋常的結局，創造了許多「第一次」與「最後一次」。在賽制上，這是最後一次真正的挑戰賽，因為隨後的賽制異動將結束衛冕隊的特權，亦即等待其他參賽隊伍產出單一的挑戰者再進行比賽。在政治上，這是馬來亞第一次以新身份「馬來西亞」（減去新加坡，但仍保有其他領土）參加湯姆斯盃決賽；也是印尼隊華裔選手因國內動亂導致第一次改用「印尼名字」取代原本「中文名字」參加決賽。因此，資深雙打選手陳景源成為Darmawan Supatera，翁振祥成為Muljadi。這是印尼羽球神童梁海量（18歲生日前兩個月）第一次亮相湯姆斯盃。這也是印尼過去的湯姆斯盃英雄費里·宋尼維爾的最後一次露面。由於不清楚的原因，他被迫擔任兩位主力單打之一而出賽兩次，然而當時幾乎肯定有比這位36歲老將實力更強大的年輕球員。最值得注意的是，這是湯姆斯盃第一次也是迄今為止最後一次不在球場上確定冠軍。
第一天的比賽中，梁海量憑藉無情的進攻以15比6和15比8擊敗陳奕芳，但馬來西亞隊贏得了兩場雙打比賽以及尤清和與費里·宋尼維爾之間的單打比賽。馬來西亞以3-1的優勢緦比分領先。第二天晚上，陳奕芳擊敗費里·宋尼維爾而將馬來西亞帶到了勝利的邊緣。然而，接下來年輕的梁海量輕鬆擊敗尤清和以保持印尼的機會。然後翁振祥以第三場單打擊敗馬來西亞老將鄭求山。馬來西亞隊在4-3的總比分下將世界排名第一的陳貽權、伍文美雙打陣容送到球場上，以爭取至關重要的第5個勝點。他們似乎很容易做到這一點，因為第一局就以15比2大勝對手翁振祥、蔡宗滿組合。在第二局以10-2大幅領先時，他們出現了一些失誤。這鼓勵熱情洋溢的印尼觀眾，他們在馬來西亞選手發球時發出震耳欲聾的聲音，又使用閃光燈干擾，以及在馬來西亞選手失誤時更加大聲歡呼，來促使馬來西亞選手面臨崩潰。在沒有得到印尼當局幫助的情況下，IBF官員間歇性地呼籲“公平競爭”，但徒勞無功，因為觀眾的策略正在發揮作用。在明顯慌亂的情況下，陳貽權、伍文美從10比2領先，變成以13比18輸掉第二局。
在這個關鍵時刻，比賽通常會有五分鐘的休息時間，裁判赫伯特·舍勒要求印尼當局清理體育場並繼續比賽，同時驅離觀眾。當這個請求被拒絕時，裁判宣布比賽暫停以助於清理球場，但比賽從未繼續。其後IBF裁決將比賽移至第三地紐西蘭繼續舉行，但印尼拒絕而被判後面兩點棄權。因此官方資料顯示馬來西亞以6-3的總比分獲勝，重新奪回湯姆斯盃。
| · 馬來西亞 · 6 | 印尼雅加達 1967年6月9-10日 | 印尼雅加達 1967年6月9-10日 | · 印尼 · 3                                |       |       |       |                |
| \| 場數 \| 項目 \| \| 出賽選手 \| 1 \| 2 \| 3 \| 備註 \| \| ---- \| ------------- \| \| ----------------------------------------- \| ----- \| ----------- \| ----- \| -------------- \| \| 1 \| {{{R1match}}} \| \| 尤清和 費里·宋尼維爾 \| 15 9 \| 15 7 \| \| \| \| 2 \| {{{R2match}}} \| \| 陳奕芳 梁海量 \| 6 15 \| 8 15 \| \| \| \| 3 \| {{{R3match}}} \| \| 陳貽權 / 伍文美 阿布杜·帕塔·烏囊 / 陳景源 \| 15 6 \| 15 7 \| \| \| \| 4 \| {{{R4match}}} \| \| 陳奕芳 / 鄭求山 翁振祥 / 蔡宗滿 \| 16 2 \| 15 18 \| 15 12 \| \| \| 5 \| {{{R5match}}} \| \| 陳奕芳 費里·宋尼維爾 \| 15 2 \| 15 4 \| \| \| \| 6 \| {{{R6match}}} \| \| 尤清和 梁海量 \| 5 15 \| 9 15 \| \| \| \| 7 \| {{{R7match}}} \| \| 鄭求山 翁振祥 \| 15 18 \| 4 15 \| \| \| \| 8 \| {{{R8match}}} \| \| 陳貽權 / 伍文美 翁振祥 / 蔡宗滿 \| 15 2 \| 13 18[2][3] \| \| 比賽 中斷 \| \| 9 \| {{{R9match}}} \| \| 陳奕芳 / 鄭求山 阿布杜·帕塔·烏囊 / 陳景源 \| \| \| \| 判定馬來西亞勝 \| |                            |                            |                                           |       |       |       |                |
| 場數 | 項目                       |                            | 出賽選手                                  | 1     | 2     | 3     | 備註           |
| 1 | {{{R1match}}}              | 马来西亚 · 印度尼西亚      | 尤清和 費里·宋尼維爾                      | 15 9  | 15 7  |       |                |
| 2 | {{{R2match}}}              | 马来西亚 · 印度尼西亚      | 陳奕芳 梁海量                             | 6 15  | 8 15  |       |                |
| 3 | {{{R3match}}}              | 马来西亚 · 印度尼西亚      | 陳貽權 / 伍文美 阿布杜·帕塔·烏囊 / 陳景源 | 15 6  | 15 7  |       |                |
| 4 | {{{R4match}}}              | 马来西亚 · 印度尼西亚      | 陳奕芳 / 鄭求山 翁振祥 / 蔡宗滿           | 16 2  | 15 18 | 15 12 |                |
| 5 | {{{R5match}}}              | 马来西亚 · 印度尼西亚      | 陳奕芳 費里·宋尼維爾                      | 15 2  | 15 4  |       |                |
| 6 | {{{R6match}}}              | 马来西亚 · 印度尼西亚      | 尤清和 梁海量                             | 5 15  | 9 15  |       |                |
| 7 | {{{R7match}}}              | 马来西亚 · 印度尼西亚      | 鄭求山 翁振祥                             | 15 18 | 4 15  |       |                |
| 8 | {{{R8match}}}              | 马来西亚 · 印度尼西亚      | 陳貽權 / 伍文美 翁振祥 / 蔡宗滿           | 15 2  | 13 18 |       | 比賽 中斷      |
| 9 | {{{R9match}}}              | 马来西亚 · 印度尼西亚      | 陳奕芳 / 鄭求山 阿布杜·帕塔·烏囊 / 陳景源 |       |       |       | 判定馬來西亞勝 |